# Kolumba opat z Hy
Kolumba, Kolumba opat z Hy, Kolumba z Iony, Kolumban Starszy cs. Prepodobnyj Kołumba, igumien Ionskij (ur. 7 grudnia 521 w Gartan, hrabstwie Donegal, zm. 9 czerwca 597 na wyspie Iona) – irlandzki opat i misjonarz, jeden z dwunastu apostołów Irlandii, święty Kościoła katolickiego i anglikańskiego, prawosławny święty mnich. Niektóre Kościoły protestanckie uznają go za bohatera wiary. Luteranie i anglikanie zaliczają go do odnowicieli Kościoła.

## Życiorys
Prawdziwe imię Kolumby brzmi Columcille (irlandzkie imię – Colum Cille), czyli „Gołąb Kościoła”. Na chrzcie otrzymał imię Crimthann. Znany jest przede wszystkim pod łacińską wersją swego imienia Columba. W wersji polskiej występuje jako Kolumba lub Kolumban. Nazwany został Starszym dla odróżnienia od Kolumbana Młodszego, także świętego. Z tego samego powodu bywa też określany mianem Kolumba opata z Hy (Iona) (analogicznie Młodszy zwany jest wtedy Kolumbanem z Luxeuil/Bobbio). Jest to praktyka stosowana chyba wyłącznie w polskich opracowaniach.
Pochodził z panującego w VI wieku rodu królewskiego Ui Neil i był jednym z potomków Nialla, króla Irlandii panującego w V wieku. Wykształcenie zdobywał w wielu miejscach, m.in. w klasztorze w Moville pod opieką świętego Finiana oraz klasztorze Glas Naoidhen (dzisiejsze Glasnevin, dzielnica Dublina) prowadzonym przez świętego Mobi z Glasnevin, gdzie Kolumba otrzymał święcenia kapłańskie z rąk biskupa Clonfert.
Po zakończeniu nauki, zgodnie z ówczesną praktyką, rozpoczął zakładanie klasztorów, zaczynając od 546 roku w Derry w Ulsterze. Najważniejszymi jego misjami w Irlandii były powstałe około 553 roku Durrow i Kells. Według niektórych źródeł, w tym okresie Kolumba udał się również do Tours, gdzie odnalazł grób i relikwie świętego Marcina oraz mszał zwany potem Missale Columbae zabrany do Derry.
Około 560 roku – przebywając w Moville – skopiował w tajemnicy słynny psałterz Cathach przywieziony z Rzymu przez świętego Finiana. Został za to potępiony, a król Diarmait zmusił go do zwrócenia kopii. Wtedy Kolumba doprowadził do wojny z Diarmaitem i św. Finianem, by odzyskać psałterz. Pokonał obu w bitwie pod Coll-Dreverny w 561 roku i odzyskał rękopis, ale kosztem śmierci kilku tysięcy ludzi. Został ekskomunikowany i wygnany przez synod w Teltdown (informacji tych nie potwierdzają Beda Czcigodny ani Adamnan).
Prawdopodobnie w 563 roku opuścił Irlandię wraz z 12 towarzyszami (był wśród nich św. Otteran) i założył opactwo Hy (obecnie znane pod nazwą Opactwo Iona) na wyspie Iona, skąd prowadził misje w Nortumbrii. Odwiedził króla Piktów, Brudę. Żywoty Kolumby podają wiele opowieści o nawróceniach Piktów i cudach, jakich w ich trakcie dokonał opat. Są także pierwszym źródłem informacji o potworze z Loch Ness. Według jednego z podań ok. 565 Kolumba napotkał grupę Piktów, którzy grzebali człowieka zabitego przez potwora i wskrzesił zmarłego. Według innej wersji tej historii miał on uratować zaatakowanego człowieka, odstraszając potwora znakiem krzyża. Także znakiem krzyża Kolumba miał otworzyć sobie bramy zamku króla Bruda.
Założył w sumie około 53 klasztorów i kościołów na terenie Szkocji i północnej Anglii, związanych federacyjnie z Ioną (dla porównania w Irlandii Kolumba założył 37 klasztorów). Nie będąc biskupem, sprawował nad nimi pełną jurysdykcję (ogólnie nazywaną Muinitr Columcille lub paruchia Columbae).
Poza działalnością misyjną, Kolumba namawiał mnichów do studiowania Pisma Świętego, literatury klasycznej i patrystycznej oraz do kopiowania ich (w czym sam do śmierci uczestniczył).
Często zabierał głos w najróżniejszych sprawach, nie tylko duchowych. Na polu politycznym wykazał się pośrednictwem w sporze władców irlandzkich i szkockich z 574, co zaowocowało niepodległością Szkocji i koronacją jej władcy Aedhana Mac Gabhrana, której na Ionie dokonał jej opat.
Po śmierci świętego, kiedy Piktowie połączyli się ze Szkotami, król Kenneth umieścił relikwie Kolumby w powstałym w latach 848-849 kościele w Dunkeld (legenda o pochowaniu go wraz ze świętymi Patrykiem i Brygidą pochodzi z czasów późniejszych).

## Kult
Kult Kolumbana w średniowieczu był jednym z najpopularniejszych w całej Europie. Obecnie pamiętany jest głównie w Irlandii i Szkocji oraz na Antypodach.
Patronat
Święty Kolumba, obok św. Patryka i św. Brygidy, jest jednym z głównych patronów Irlandii.
Patronuje również irlandzkim poetom. Wzywany jest w przypadku zagrożenia ogniem i błyskawicami, a także przeciwko plagom myszy i szczurów.
Dzień obchodów
Wspomnienie liturgiczne św. Kolumbana w Kościele katolickim obchodzone jest 9 czerwca.
W Cerkwi prawosławnej mało znany. Wyznawcy prawosławia wspominają świętego mnicha 9/22 czerwca, tj. 22 czerwca według kalendarza gregoriańskiego.